# الباقرية
الباقرية هي أحد فرق الواقفية، وقد وقفوا بعد وفاة الإمام محمد بن علي الباقر.

## المهدي المنتظر عند الباقرية
تقول الباقرية أن الإمامة انتقلت من علي بن أبي طالب وأولاده إلى محمد الباقر وانتهت الإمامة عنده، وأنه لم يمت ولكنه غائب، وهو المهدي المنتظر.
ذكر الشهرستاني أن من الشيعة من توقف على الباقر وقال برجعته كما توقف القائلون بإمامة أبي عبد الله جعفر بن محمد الصادق.